# Lessertia pappeana
Lessertia pappeana är en ärtväxtart som beskrevs av William Henry Harvey. Lessertia pappeana ingår i släktet Lessertia och familjen ärtväxter. Inga underarter finns listade i Catalogue of Life.